# Yann Thimon
Yann Thimon est un footballeur français international martiniquais né le 1er janvier 1990. Il évolue au poste de milieu offensif avec le Club franciscain en R1 Martinique et avec la sélection de la Martinique.

## Biographie

### Carrière en club
En 2005, avec la sélection de la Ligue de Martinique, il dispute la Coupe Nationale des 14 ans à Clairefontaine. 

### Carrière internationale
Il joue son premier match avec la Martinique le 27 mars 2017, en amical contre la Barbade (défaite 2-1). Il inscrit son premier but le 26 avril 2017, en amical contre la Guadeloupe (victoire 4-1).
Il est ensuite retenu afin de participer à la Gold Cup 2017 organisée aux États-Unis. Lors de cette compétition, il ne joue qu'un seul match, contre le Panama (défaite 3-0).

## Palmarès
- Champion amateur des Caraïbes en 2018 avec le Club franciscain
- Champion de Martinique en 2013 et 2014 avec le Club franciscain ; en 2016 avec le Golden Lion